# Carga elétrica
Carga elétrica (AO 1945: carga eléctrica) é uma propriedade física fundamental que determina as interações eletromagnéticas. Esta carga está armazenada em grande quantidade nos corpos ao nosso redor, mas a percepção dela não ocorre facilmente. Convenciona-se a existência de dois tipos de carga, a positiva e a negativa, sendo transportada por partículas subatômicas. Na matéria comum, a carga positiva é transportada por prótons e as cargas negativas transportadas por elétrons. Cargas semelhantes se repelem, enquanto cargas opostas são atraídas. Um corpo que está carregado eletricamente, possui uma pequena quantidade de carga desequilibrada ou carga líquida, ou seja, se houver mais elétrons do que prótons em um corpo, ele estará carregado com carga negativa; se houver menos elétrons no corpo, ele terá uma carga positiva. Quando há igualdade ou equilíbrio de cargas num corpo, diz-se que está eletricamente neutro, ou seja, está sem nenhuma carga líquida para interagir com outros corpos.
A carga é quantizada, da qual apresenta múltiplos inteiros de pequenas unidades chamadas de carga elementar (e), admitindo um valor de 1,602 x 10-19 coulombs, sendo a menor carga que pode existir livremente (as partículas quarks têm cargas menores, múltiplos de 1/3e, mas eles só são encontrados em combinação e sempre se combinam para formar partículas com carga inteira). O próton tem carga de + e , e o elétron tem carga de – e.
Cargas elétricas produzem um campo elétrico, e cargas em movimento produzem um campo magnético. A combinação de campos elétricos e magnéticos, é a fonte da força eletromagnética, que consiste em uma das quatro forças fundamentais da física.
A unidade de medida da grandeza carga elétrica no Sistema Internacional de Unidades é o coulomb, representado por C, que recebeu este nome em homenagem ao físico francês Charles Augustin de Coulomb . Na física e na química, é comum usar a carga elementar (e como unidade). A química também usa a constante de Faraday como a carga em um mol de elétrons. O símbolo minúsculo q geralmente denota carga.

## História
A eletricidade foi um dos fenômenos que mais ocupou os físicos durante o século XVIII. Porém, as primeiras observações sobre a eletrificação, se deu pelos filósofos gregos, como Tales de Mileto, durante a antiguidade. No ano 600 a.C. já sabiam que ao esfregar uma peça de âmbar com um pedaço de lã ou pele, era possível atrair pedaços de palha.
William Gilbert, médico da rainha Elizabeth I, foi o primeiro a distinguir os fenômenos elétricos e magnéticos, em 1600. Com isso, ele mostrou que o efeito elétrico não é uma propriedade exclusiva do âmbar, mas que outras substâncias podem ser carregadas eletricamente ao serem esfregadas, como o plástico e o diamante. Em 1729, Stephen Gray observou que era possível transferir elétrons de um bastão de vidro para uma bola de marfim, mas apenas se ela não estivesse ligada a um fio metálico. A partir dessa observação, John Theophilus Desaguliers, que repetiu muitos dos experimentos de Gray, classificou as substâncias como condutoras e isolantes.
Os materiais condutores, como metais e soluções iônicas, são aqueles em que alguns dos elétrons são livres, ou seja, que não estão ligados à nenhum átomo e podem se mover, gerando eletricidade. Já os isolantes, como a madeira e a borracha, são materiais que não permitem esse fluxo de elétrons, pois todos eles estão ligados ao átomo, não podendo se movimentar livremente através do material.
Gray também descobriu a indução elétrica, que consiste na transmissão de carga de um objeto para outro sem que ocorra qualquer tipo de contato. Ele mostrou que ao aproximar um tubo de vidro carregado, mas sem tocar, um pedaço de chumbo sustentado por um fio, era possível fazer o chumbo ficar eletrificado.
Baseado na evidencia de alguns experimentos realizados, em 1733, Charles François de Cisternay du Fay, propôs que existem dois tipos de cargas, que são observáveis como "fluxos elétricos", e que as cargas iguais se repelem enquanto que as cargas diferentes se atraem. Du Fay também demonstrou que todas as substâncias podiam ser eletrificadas por fricção, exceto metais e fluidos. Quando o vidro foi esfregado com seda, Du Fay disse que o vidro era carregado com eletricidade vítrea e, quando o âmbar era esfregado com pelo, o âmbar era carregado com eletricidade resinosa . Na compreensão contemporânea, a carga positiva é agora definida como a carga de uma vareta de vidro após ser esfregada com um pano de seda, mas é arbitrário qual tipo de carga é chamada de positiva e qual é chamada de negativa.
Benjamin Franklin iniciou experimentos elétricos no final de 1746, e em 1750 havia desenvolvido uma teoria de um fluido de eletricidade, propondo que um único tipo de fluido flui de um corpo para o outro pela fricção, designando de positivamente carregado o corpo que acumulou fluido e negativamente carregado o corpo que perdeu fluido. Franklin também realizou uma experiência utilizando um participante A e B sobre um pedestal coberto de graxa para evitar perda de carga. Carregou um dos participantes com um bastão de vidro e o outro com um pano de seda e, observou que aproximando terceiro indivíduo, C, de qualquer um deles, causava o aparecimento de uma faísca. Porém, se A e B se tocavam, não havia faísca. Com isso, ele concluiu que as cargas armazenadas no bastão de vidro e na seda eram de mesma amplitude, mas possuíam sinais opostos. Além disso, propôs que a carga nunca é criada ou destruída, mas sempre transferida de um corpo para outro, dando a ideia da propriedade de Conservação de Carga.

## Propriedades

### Quantização da carga
A carga elétrica do corpo (Q) é igual ao produto da carga elementar (e) pelo número de elétrons em falta ou excesso (n): 
{\displaystyle Q=n.e}
Nas colisões entre partículas a altas energias são produzidas muitas outras novas partículas, diferentes dos elétrons, prótons e nêutrons. Todas as partículas observadas têm sempre uma carga que é um múltiplo inteiro da carga elementar {\displaystyle e=1.602\times 10^{-19}C}. Assim, a carga de qualquer objeto é sempre um múltiplo inteiro da carga elementar.
Nas experiências de eletrostática, as cargas produzidas são normalmente equivalentes a um número muito elevado de cargas elementares. Por tanto, nesse caso é uma boa aproximação admitir que a carga varia continuamente e não de forma discreta.

### Conservação de carga
A carga elétrica é uma propriedade conservada. A carga líquida de um sistema isolado, a quantidade de carga positiva menos a quantidade de carga negativa, não pode mudar. Nos casos dos fenômenos em que existe transferência de elétrons entre os átomos, a conservação de carga é evidente, mas nos casos de criação de novas partículas não teria que ser assim, de fato em todos os processos observados nos raios cósmicos, e nos aceleradores de partículas, existe sempre conservação da carga, ou seja, sempre que uma nova partícula é criada, é também criada uma outra partícula com carga simétrica.

### Processos de eletrização

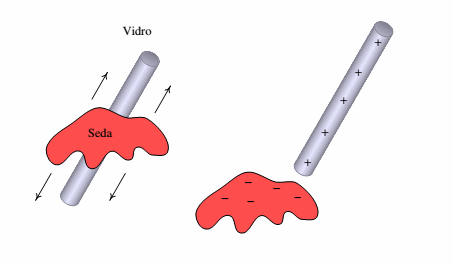
eletrização por atrito

Existem três processos para a eletrização de um corpo. Tem-se a eletrização por contato ocorre quando colocamos um material condutor carregado eletricamente em contato com um condutor neutro e, assim, o corpo que estava neutro passa a conter a mesma carga que o material que estava carregado. 

eletrização por indução

Além disso, tem-se a eletrização por atrito, que ocorre a partir da fricção de dois corpos. A medida que um corpo perde elétrons, este vai apresentando uma predominância de cargas positivas, equivalente a quantidade de cargas negativas perdida. Enquanto isso, o outro corpo que está recebendo esses elétrons, ficará carregado com cargas negativas por estarem em excesso. 
Por fim, tem-se a eletrização por indução. Este processo ocorre quando um corpo carregado é colocado próximo de um corpo neutro, provocando uma polarização das cargas presentes, de forma que cargas de sinal contrário a do bastão tendem a se aproximar do mesmo, e as de sinais iguais tendem a ficar o mais afastado possível. Para tornar o corpo neutro em um corpo carregado, é necessário fazer uma ligação a partir de um fio Terra no corpo induzido, fluindo elétrons da Terra para o corpo inicialmente neutro. Com isso, corta-se esse fio de ligação e afasta o corpo que estava inicialmente carregado do corpo que foi induzido, fazendo que que nele tenha um excesso de cargas negativas, tornando-o carregado negativamente.

## Lei de Coulomb
As forças elétricas provocadas entre objetos carregados foram medidas quantitativamente por Charles Coulomb a partir de uma balança de torção, da qual ele mesmo inventou. Com isso, a força elétrica existente entres duas esferas carregadas A e B, faz com que essas esferas tanto se atraiam ou se repilam. O movimento resultante faz com que a fibra suspensa se torça e, o torque resultante da fibra torcida é proporcional ao ângulo pelo qual ele gira. Dessa forma, uma medição desse ângulo de giro proporciona uma medida quantitativa da força elétrica de atração ou de repulsão entre as duas esferas.
A partir dessas medidas, Coulomb propôs a lei que estabelece que "a força de atração ou repulsão entre dois corpos carregados é diretamente proporcional ao produto de suas cargas e inversamente proporcional ao quadrado da distância". 
{\displaystyle {\displaystyle F={\frac {k|q_{1}||q_{2}|}{K\;r^{2}}}}}
Tem-se que {\displaystyle r} é a distância entre as cargas, {\displaystyle q_{1}} e {\displaystyle q_{2}} são as cargas das duas partículas, {\displaystyle k} é uma constante de proporcionalidade designada de constante de Coulomb, que tem um valor igual a 8,987 6 x 109 N ⋅ m2/C2, e {\displaystyle K} é a constante dielétrica do meio que existir entre as duas cargas. A constante dielétrica do vácuo é exatamente igual a 1, e a constante do ar é muito próxima desse valor; assim, se entre as cargas existir ar, {\displaystyle K} pode ser eliminada na equação. 

## Força entre cargas
No século XVIII Benjamin Franklin descobriu que as cargas elétricas colocadas na superfície de um objeto metálico podem produzir forças elétricas elevadas nos corpos no exterior do objeto, mas não produzem nenhuma força nos corpos colocados no interior.

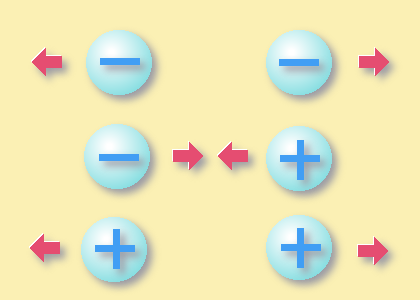
Tipo de interação (atrativa ou repulsiva) entre cargas de igual e distinta natureza.

No século anterior Isaac Newton já tinha demonstrado de forma analítica que a força gravítica produzida por uma casca oca é nula no seu interior. Esse resultado é consequência da forma como a força gravítica entre partículas diminui em função do
quadrado da distância.
Concluiu então Franklin que a força elétrica entre partículas com carga deveria ser também proporcional ao inverso do quadrado da distância entre as partículas. No entanto, uma diferença importante entre as forças elétrica e gravítica é que a força gravítica é sempre atrativa, enquanto que a força elétrica pode ser atrativa ou repulsiva:
- A força elétrica entre duas cargas com o mesmo sinal é repulsiva.
- A força elétrica entre duas cargas com sinais opostos é atrativa.

Está capacidade atrativa ou repulsiva foi descoberta pelo físico Charles Du Fay e nomeada Lei Qualitativa que Rege as Ações Elétricas. Vários anos após o trabalho de Franklin, Charles de Coulomb fez experiências para estudar com precisão o módulo da força eletrostática entre duas cargas pontuais. Uma carga pontual é uma distribuição de cargas numa pequena região do espaço.

## Campo elétrico
Uma forma diferente de explicar a força eletrostática entre duas partículas com carga consiste em admitir que cada carga elétrica cria à sua volta um campo que atua sobre outras partículas com carga. Se colocarmos uma partícula com carga {\displaystyle q_{0}} num ponto onde existe um campo elétrico, o resultado será uma força elétrica {\displaystyle {\vec {F}}}; o campo elétrico {\displaystyle {\vec {E}}} define-se como a força por unidade de carga:
{\displaystyle {\vec {E}}={\frac {\vec {F}}{q_{0}}}}
Consequentemente, o campo elétrico num ponto é um vetor que indica a direção e o sentido da força elétrica que sentiria uma carga unitária positiva colocada nesse ponto.

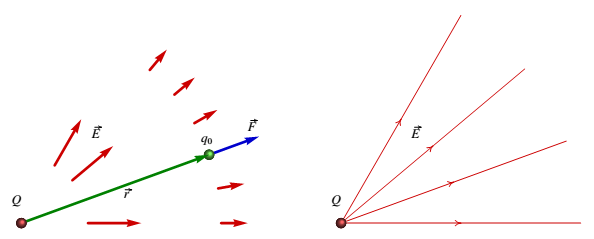
Campo elétrico produzido por uma carga pontual positiva Q e representação do campo usando linhas de campo.

De forma inversa, se soubermos que num ponto existe um campo elétrico
{\displaystyle {\vec {E}}}, podemos calcular facilmente a força elétrica que atua sobre uma partícula com carga {\displaystyle q}, colocada nesse sítio: a força será {\displaystyle {\vec {F}}=q\,{\vec {E}}}. Precisamos apenas de conhecer o campo para calcular a força; não temos de saber quais são as cargas que deram origem a esse campo. No sistema SI, o campo elétrico tem unidades de newton sobre coulomb (N/C).
Como vimos, a força elétrica produzida por uma carga pontual positiva {\displaystyle Q} sobre uma segunda carga de prova {\displaystyle q_{0}} positiva é sempre uma força repulsiva, com módulo que diminui proporcionalmente ao quadrado da distância. Assim, O campo elétrico produzido por uma carga pontual positiva {\displaystyle Q} são vetores com direção e sentido a afastar-se da carga, como se mostra no lado esquerdo da figura ao lado.
Uma forma mais conveniente de representar esse campo vetorial consiste em desenhar algumas linhas de campo, como foi feito no lado direito da figura anterior. Em cada ponto, a linha de campo que passa por esse ponto aponta na direção do campo. O módulo do campo é maior nas regiões onde as linhas de campo estão mais perto umas das outras.
Para calcular o valor do campo elétrico produzido pela carga pontual {\displaystyle Q} num ponto, coloca-se uma carga de prova {\displaystyle q_{0}} nesse ponto e divide-se a força elétrica pela carga {\displaystyle q_{0}}. Usando a lei de Coulomb,
obtemos o módulo do campo elétrico produzido pela carga {\displaystyle Q}:
{\displaystyle E={\frac {k\,|Q|}{r^{2}}}}
onde {\displaystyle r} é a distância desde a carga {\displaystyle Q}, que produz o campo, até o ponto onde se calcula o campo. O sinal da carga {\displaystyle Q} indicará se o campo é repulsivo {\displaystyle (Q>0)} ou atrativo {\displaystyle (Q<0)}.
O campo elétrico criado por uma única carga pontual é muito fraco para ser observado. Os campos que observamos mais facilmente são criados por muitas cargas; seria preciso somar vetorialmente todos os campos de cada carga para obter o campo total.
As linhas de campo elétrico produzidas por um sistema de muitas cargas já não serão retas, como na figura anterior, mas poderão ser curvas.

## Carga por indução

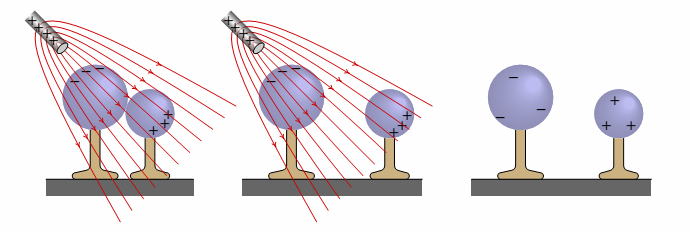
Procedimento usado para carregar dois condutores com cargas iguais mas de sinais opostos.

Um método usado para carregar dois condutores isolados, ficando com cargas idênticas mas de sinais opostos, é o método de carga por indução ilustrado na figura. Os dois condutores isolados são colocados em contato. A seguir aproxima-se um objeto carregado, como se mostra na figura abaixo. O campo elétrico produzido pelo objeto carregado induz uma carga de sinal oposto no condutor que estiver mais próximo, e uma carga do mesmo sinal no condutor que estiver mais afastado.
A seguir, separam-se os dois condutores mantendo o objeto carregado na mesma posição. Finalmente, retira-se o objeto carregado, ficando os dois condutores carregados com cargas opostas; em cada condutor as cargas distribuem-se pela superfície, devido à repulsão entre elas, mas as cargas dos dois condutores já não podem recombinar-se por não existir contato entre eles.
Na máquina de Wimshurst, usa-se esse método para separar cargas de sinais opostos. Os condutores que entram em contato são duas pequenas lâminas metálicas diametralmente opostas sobre um disco isolador, quando passam por duas escovas metálicas ligadas a uma barra metálica.
As duas lâminas permanecem em contato apenas por alguns instantes, devido a que o disco roda. Se no momento em que duas das lâminas de um disco entram em contato uma lâmina do disco oposto estiver carregada, essa carga induzirá cargas de sinais opostos nas duas lâminas que entraram em contato. Essas cargas opostas induzidas em duas regiões do disco induzem também cargas no disco oposto, porque nesse disco também há uma barra que liga temporariamente as lâminas diametralmente opostas.
Em cada disco, após induzirem cargas no disco oposto, as cargas saltam para dois coletores ligados a duas garrafas metálicas; uma das garrafas armazena carga positiva e a outra carga negativa. Quando as cargas acumuladas nas garrafas forem elevadas produz-se uma descarga elétrica entre as pontas de duas barras ligadas às garrafas, ficando descarregadas. Essa descarga elétrica é um pequeno trovão com uma faísca bastante luminosa.
Os dois discos rodam em sentidos opostos e as duas barras que estabelecem o contato em cada disco e os dois coletores estão colocados de forma a que na rotação de cada lâmina no disco, primeiro seja induzida uma carga que a seguir induz carga oposta no disco oposto e logo passe para o coletor, ficando descarregada e pronta para iniciar outro ciclo.
A cada ciclo as cargas induzidas aumentam, porque cada lâmina é induzida pelas cargas de várias lâminas no disco oposto. Para iniciar o processo basta com que uma das lâminas tenha acumulado alguma pequena carga por contato com outro corpo como, por exemplo, o ar à volta. A localização inicial dessa lâmina com carga determinará qual das garrafas acumula carga positiva e qual negativa.

## O papel da carga na corrente elétrica
A corrente elétrica é o fluxo de carga através de um objeto que não produz perda ou ganho líquido de carga elétrica. O movimento de qualquer partícula carregada, como o elétron, constitui uma corrente elétrica. Assim, por convenção, o sentido da corrente elétrica é definido pelo fluxo de carga positiva, independente do sinal das partículas carregadas que estão em movimento. Dessa forma, quando abordamos a corrente em condutores comuns, como o cobre, da qual se tem o movimento de elétrons (partículas carregadas negativamente), o sentido dessa corrente terá sentido oposto à essas partículas.
Por outro lado, no caso de um feixe de partículas carregadas positivamente em um acelerador de partículas, a corrente terá o sentido do movimento dos prótons. Além disso, em casos que envolvem gases e eletrólitos, a corrente é o resultado do fluxo de cargas negativas e positivas. 